# Мешко Микола Соломонович
Мешко Микола Соломонович (16 грудня 1922, с. Росош, Підкарпатська Русь, Чехословаччина) — український радянський промисловець міста Мукачеве, багаторічний член Мукачівської міської ради.

## Біографія
Народився 16 грудня 1922 року в селі Росош (нині — Свалявського району Закарпатської області). В 1925 році сім'я переїхала до Мукачевого, де в 1929 року Микола вступив до народної школи. Після закінчення 5 класів перейшов на навчання у горожанську школу, після закінчення якої працював у приватній хутровій майстерні.
У жовтні 1943 року, під час німецько-радянської війни, Микола Соломонович був відправлений нацистами на примусові роботи у робочий батальйон, звідки в жовтні 1944 року був звільнений радянськими військами. Був добровольцем Радянської армії, служив у спецчастині № 96488. День Перемоги над нацизмом зустрів у Будапешті. Після демобілізації в червні 1946 року повернувся в Мукачеве.
У липні 1946 року Микола Мешко був прийнятий на роботу в Мукачівський міськпромкомбінат на посаду начальника пластмасового цеху. В серпні 1948 року призначений директором міськпромкомбінату, який на той час складався з кількох перукарень, майстерень з ремонту взуття, верхнього одягу, годинників, пластмасового цеху. Микола Соломонович першим у Мукачеві організував місцеву промисловість та розширену мережу побутового обслуговування населення. Вперше в місті було організовано виготовлення свічок, кремів для взуття, ґудзиків, виробів домашнього ширвжитку (пральні дошки, дошки для м'ясорубки й тіста, плечики для костюмів та інші).
У серпні 1952 року рішенням Мукачівського міськвиконкому Микола Мешко був переведений на посаду голови меблевої артілі ім. Хрущова, на базі якої будувалась меблева фабрика. Постановою Ради міністрів УРСР у вересні 1956 року артіль ім. Хрущова була перейменована на Мукачівську меблеву фабрику, куди Мешка було призначено директором. Фабрика виготовляла меблі й водночас вела будівництво корпусів майбутнього меблевого комбінату.
1954 року Микола Мешко вступив до Львівського лісотехнічного інституту, який закінчив 1959 року з присвоєнням кваліфікації інженера-економіста. У січні 1958 року рішенням Мукачівського міськвиконкому Мешко був призначений начальником Мукачівського ремонтно-будівельного управління, де працював 25 років, аж до виходу на пенсію. Колектив бездоганно виконував капітальні ремонти житла й соціально-культурних закладів. З ініціативи Миколи Соломоновича зроблені надбудови на школах № 1, 3-7, 12, 14, 19, 20, на спорудах міської бібліотеки, Будинку школяра, готелі «Зірка».

## Громадсько-політична діяльність
Миколу Мешка 48 років поспіль обирали депутатом Мукачівської ради народних депутатів, з них 13 років був головою депутатської комісії з житлово-комунального господарства та 12 років очолював депутатську комісію з будівництва. Десять років він обирався членом президії обкому профспілки місцевої промисловості та комунально-побутового обслуговування, вісім років був членом президії міської профспілки.
Після виходу на пенсію Микола Мешко очолював міську раду ветеранів України.

## Відзнаки
За свою багаторічну бездоганну працю нагороджений багатьма відзнаками: орденами, медалями та грамотами.
1998 року Миколі Мешку присвоєне звання «Почесний громадянин міста Мукачева».